# Kurt Hermann Frickel
Kurt Hermann Frickel (* 22. März 1939; † 2. März 2011 in Niederwerrn) war ein deutscher Lehrer, Genealoge und Bachforscher.

## Werdegang
Frickel war Fachlehrer an der Dr.-Georg-Schäfer-Schule in Schweinfurt. 1985, im Jahr des 300. Geburtstages, begann er mit genealogischen Forschungen über den deutschen Komponisten Johann Sebastian Bach. Nach seiner Pensionierung im Jahr 1994 widmete er fast seine gesamte Freizeit der Erforschung seines Lebens und der Familie. Seine Arbeit publizierte er in mehreren Büchern und Vorträgen. Gemeinsam mit seiner Frau brachte er sich besonders in das Stammhaus der Familie in Wechmar ein. Die für 2011 geplante Veröffentlichung seines Lebenswerkes, eines doppelbändigen Bach-Familien-Lexikons, erlebte er nicht mehr.

## Publikationen
- Die mystische Bach-Zahl 14. LHS Germany, Nordheim v. d. Rhön, 2004, ISBN 3-926523-46-8
- Die wahre Ahnen-Konstellation der Musiker-Großfamilie Bach. [Hartmann], Nordheim v. d. Rhön, 2002, ISBN 3-926523-43-3
- Genealogie der Musikerfamilie Bach. Eigenverlag, Niederwerrn, 1994, ISBN 3-926523-37-9

## Ehrungen
- 2010: Verdienstmedaille des Verdienstordens der Bundesrepublik Deutschland[3]